# Hoplorana
Hoplorana is een kevergeslacht uit de familie van de boktorren (Cerambycidae). De wetenschappelijke naam van het geslacht werd voor het eerst geldig gepubliceerd in 1896 door Fairmaire.

## Soorten
Hoplorana omvat de volgende soorten:
- Hoplorana nigroscutata Fairmaire, 1905
- Hoplorana attenuata Fairmaire, 1898
- Hoplorana fuscovestita Breuning, 1971
- Hoplorana mussardi Breuning, 1957
- Hoplorana parterufa Breuning, 1980
- Hoplorana quadricristata Fairmaire, 1896
- Hoplorana vadoni Breuning, 1957